# Isabeau

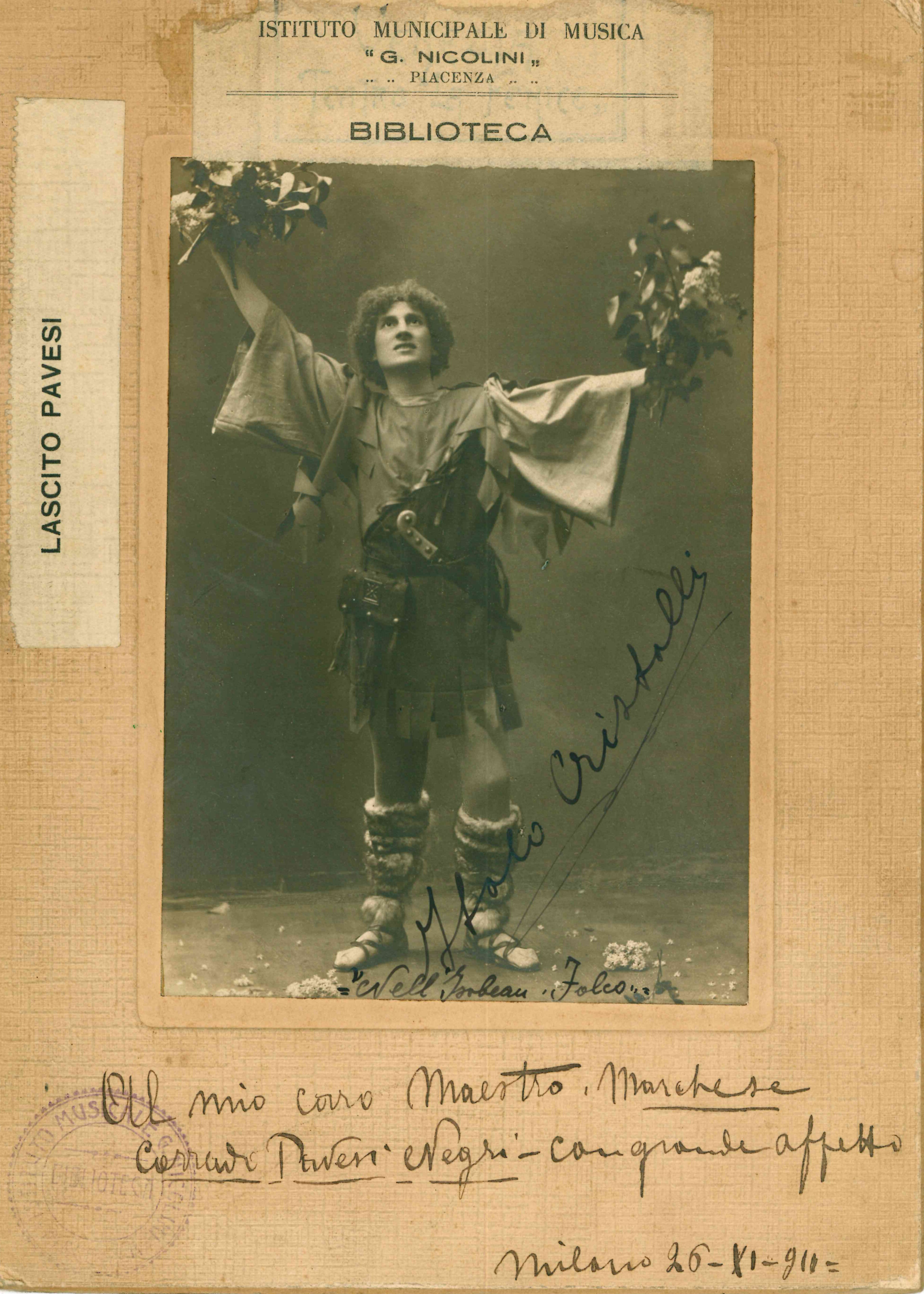
Italo Cristalli interpretando a Folco en la ópera Isabeau.

Isabeau es una ópera en tres actos de Pietro Mascagni según un libreto de Luigi Illica, estrenada el 2 de junio de 1911 en el Teatro Coliseo de Buenos Aires.
Es la tercera y última ópera de Mascagni compuesta sobre un libreto de Luigi Illica, después de Iris (1898) y Le maschere (1901). La acción se desarrolla en la Edad Media, que es el pretexto para una atmósfera musical arcaica y curiosamente más original. Está basada en la leyenda de Lady Godiva sobre un cuento de Giovanni Verga.
En particular, la ópera presenta algunas de las arias más intrigantes y bellas para tenor: Non colombelle !..., Tú ch'odio lo mio grido (también conocida como La canción de los halcones) y E passera la viva creatura.
Isabeau se estrenó en Buenos Aires durante una larga gira del compositor por Sudamérica. Las entradas durante la gira eran virtualmente imposibles de obtener, y el clamor que rodeaba el estreno de Isabeau creó condiciones peligrosas en la proximidad de la sala. La policía tuvo dificultades para mantener el orden, e incluso la representación tuvo que ser retrasada durante una hora. Al acabar la representación en el estreno, la ovación continuó durante aproximadamente treinta minutos, y era especialmente intensa para Mascagni y Farneti (la soprano protagonista). La Gazzetta dei Teatri, el 20 de julio decía:

Ella [Farneti] estuvo incomparable y, especialmente al final, lo conquistaba todo con su bonita voz, especialmente en el dueto de amor con Folco. Los aplausos fueron extraordinarios.

Aun así, Mascagni, en una carta a su amiga, Anna Lolli, datada del 10 de julio de 1911 escribía:

Me habría gustado verla en el estreno italiano de mi nueva ópera, pero ahora no estoy tan seguro; el papel es realmente demasiado duro para su voz. El tercer acto excede su capacidad vocal.

En el estreno italiano en el Teatro de La Scala de Milán, interpretada por Adelina Agostinelli, con Bernardo de Muro, se representó en dieciocho ocasiones. Los críticos eran unánimes en sus elogios de la ópera, pero admitían que la música era extremadamente difícil para los cantantes. La prensa decía que Isabeau era el trabajo más grande del compositor de Livorno. Il Diario decía:

Es una ópera de arte verdadero, una ópera de ideas, en la cual el temperamento artístico del compositor se expresa en una fantasía que recuerda el espíritu artístico de Debussy y el poder dramático de Salomé (Richard Strauss).

Esta ópera se representa muy poco. En las estadísticas de Operabase aparece con sólo una representación en el período 2005-2010.

## Personajes
- Isabeau, (Soprano)
- Ermyngarde, (Soprano)
- Ermyntrude, (Soprano)
- Folco, (Tenor)
- Giglietta, (Soprano)
- Faidit, (Barítono)